# 村川忍
村川 忍（むらかわ しのぶ、別名：佐藤忍、1964年10月14日 – ）は日本の編集者。株式会社ビルディング・ブックセンター代表取締役社長兼CEO、株式会社KADOKAWA取締役執行役Chief Operating Officer、株式会社KADOKAWA KEY-PROCESS取締役、株式会社クールジャパントラベル取締役、株式会社角川メディアハウス取締役、株式会社KADOKAWA Connected取締役、楽天ブックスネットワーク株式会社社外取締役。

## 略歴
- 1988年 - 株式会社ホビージャパン「タクテクス」編集長
- 1990年 - 株式会社ホビージャパン「RPGマガジン」編集長[3]
- 時期不明 - 株式会社グループエス・エヌ・イー所属
- 1999年10月 - 株式会社角川書店（現・KADOKAWA KEY-PROCESS）入社[4][1]
- 2012年6月 - 株式会社角川書店（三代目法人）取締役
- 2013年10月 - 株式会社KADOKAWA（現・KADOKAWA KEY-PROCESS）ECC統括本部 富士見書房BC BC長
- 2015年4月 -  株式会社KADOKAWA（現・KADOKAWA KEY-PROCESS）営業企画局局長
- 2016年4月 - 株式会社KADOKAWA（現・KADOKAWA KEY-PROCESS）執行役員 営業企画局局長、宣伝局局長
- 2018年6月 - 株式会社角川ブックナビ取締役
- 2018年10月 - 株式会社ブックウォーカー取締役
- 2018年11月 - 株式会社角川ブックナビ代表取締役社長
- 2018年11月 - 株式会社汐文社取締役
- 2018年11月 - 株式会社Gzブレイン（現・KADOKAWA Game Linkage） 取締役
- 2018年11月 - 株式会社ビルディング・ブックセンター取締役
- 2018年12月 - 株式会社モバイルブック・ジェーピー社外取締役
- 2019年5月 - 株式会社KADOKAWA KEY-PROCESS取締役
- 2019年7月 - 株式会社KADOKAWA Future Publishing取締役
- 2019年7月 - 株式会社KADOKAWA執行役員プロダクトマーケティング本部 副本部長
- 2021年6月 - 株式会社KADOKAWA執行役員 Chief Marketing Officer（CMO）兼 MD事業推進室長
- 2022年4月 - 株式会社ビルディング・ブックセンター代表取締役社長
- 2022年6月 - 株式会社KADOKAWA取締役執行役員
- 2022年7月 - 株式会社KADOKAWA取締役執行役員Chief Operating Officer
- 2023年6月 - 株式会社ところざわサクラタウン取締役
- 2023年6月 - 株式会社KADOKAWA Connected取締役
- 2023年6月 - 株式会社KADOKAWA取締役執行役Chief Operating Officer
- 2023年6月 - 株式会社KADOKAWA Future Publishing（現・KADOKAWA KEY-PROCESS）代表取締役社長[5]
- 2023年6月 - 株式会社クールジャパントラベル取締役
- 2023年6月 - 株式会社角川メディアハウス取締役
- 2023年6月 - 株式会社KADOKAWA Connected取締役
- 2023年10月 - 楽天ブックスネットワーク株式会社社外取締役[2]
- 2023年12月 - 株式会社KADOKAWA KEY-PROCESS取締役[6]

## 著書
- 『テーブルトークRPGがよくわかる本』(共著／安田均） (1993年11月、角川書店)　ISBN 9784044802011
- 『戦士たちの邂逅』(共著／大鳥博士） (1994年5月、富士見書房)　ISBN 9784829125625
- 『シャドウランがよくわかる本』(共著／安田均） (1994年7月、富士見書房)　ISBN 9784829142837